# Federico Piglione
Federico Piglione ist ein italienischer Organist, Ingenieur und Hochschullehrer.
Piglione studierte Musik an den Konservatorien in Mailand und Turin. In einem weiteren Ausbildungsgang studierte er Elektrotechnik in Turin. Er lehrt zurzeit als Außerordentlicher Professor an der Polytechnischen Universität in Turin. Als Organist ist er an der Kirche San Vincenco Martire in Nole sowie als Konzertorganist tätig.